# Kíyevskaya (Koltsevaya)
Kíyevskaya (del ruso: Ки́евская) es una estación de la Línea Koltsevaya (Circular) del Metro de Moscú. Recibe este nombre debido a la cercana estación de Kíyevsky. El diseño de la estación fue elegido mediante un concurso llevado a cabo en Ucrania; la propuesta presentada por el equipo de E.I. Katonin, V.K. Skúgarev y G.E. Gólubev logró el primer puesto de entre las 73 propuestas y se convirtió en el diseño final. Kíyevskaya se caracteriza por unos pilones bajos y cuadrados recubiertos con mármol blanco sobre los cuales se hay unos grandes mosaicos diseñados por A.V. Myzin para conmemorar la unidad ruso-ucraniana. Tanto los mosaicos como los arcos entre pilones se hayan bordeados por unos elaborados adornos color oro. Al final de la estación hay un retrato de Lenin en mosaico.
El vestíbulo de entrada, compartido con las otras 2 estaciones Kíyevskaya, está construido en la misma estación de tren de Kiev. Con la finalización del tramo entre Belorússkaya y Park Kultury en 1954 la línea Koltsevaya cerró el anillo por primera vez con trenes recorriendo el círculo de manera continua.

## Conexiones
Desde esta estación de metro, los pasajeros pueden hacer transbordo a la estación Kíevskaya en la línea Arbatsko-Pokróvskaya y Kíevskaya en la línea Filióvskaya.

## Imágenes de la estación

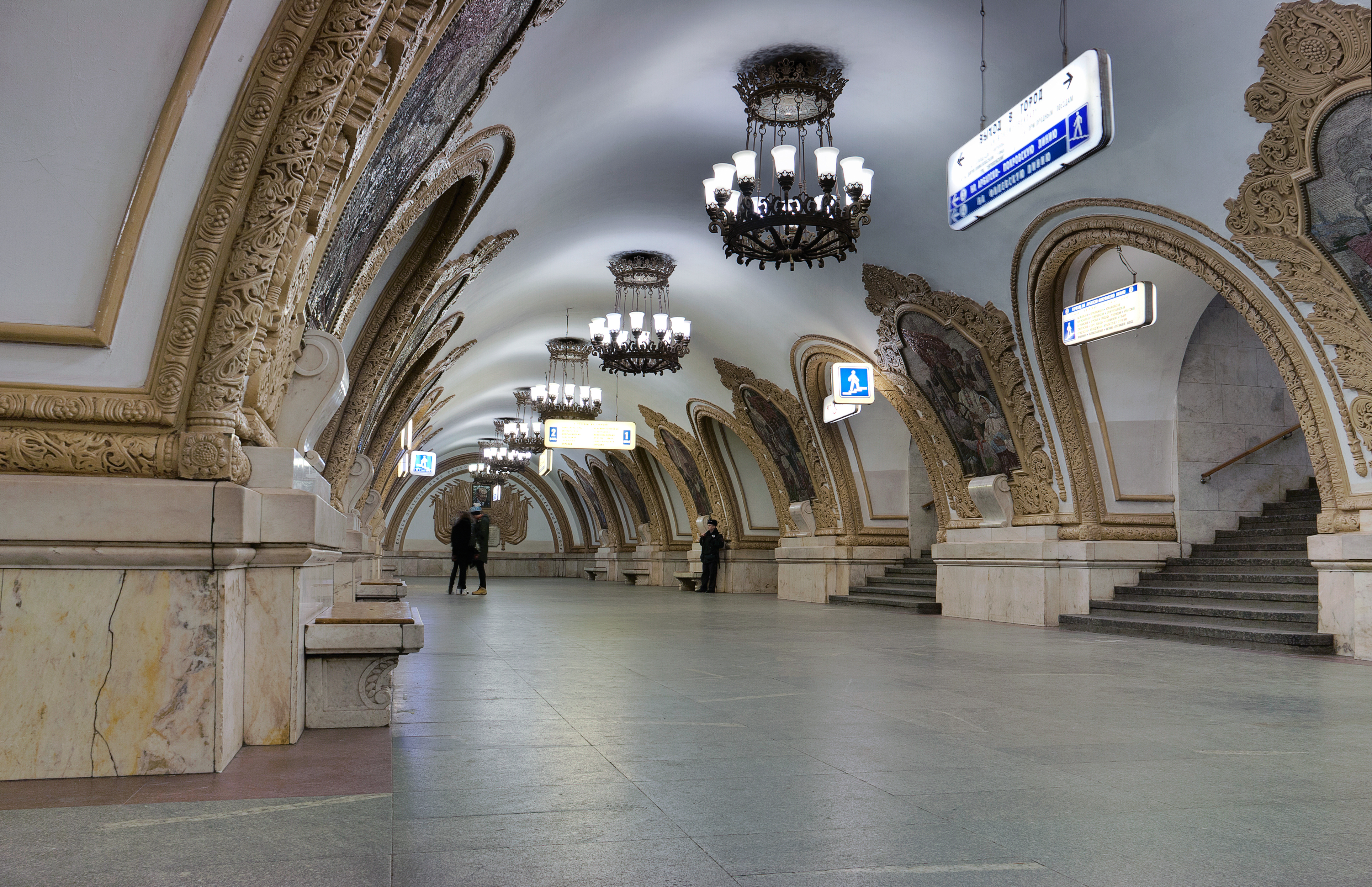
Estación Kíevskaya de metro -.
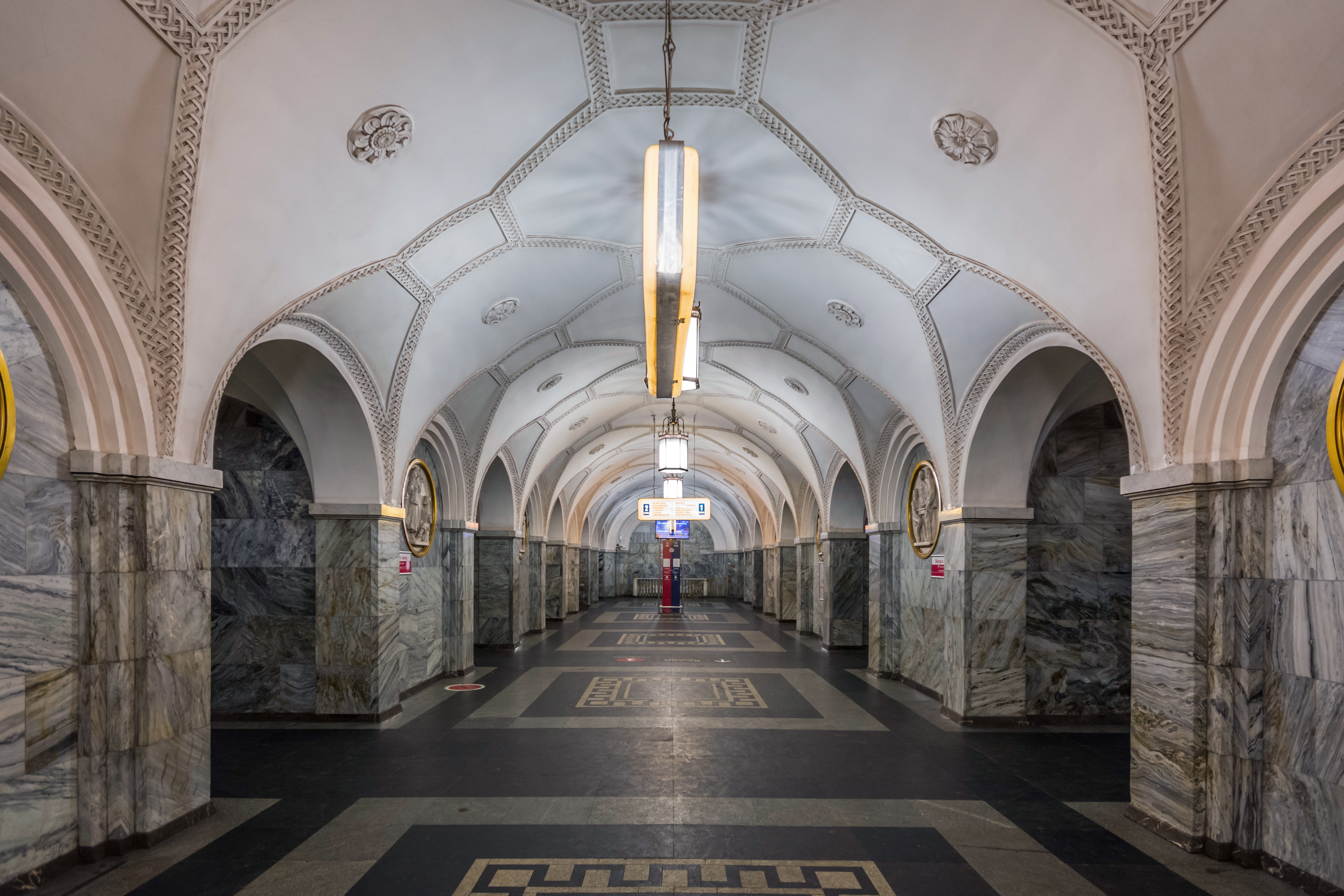
Estación de metro Park-Kultury -.
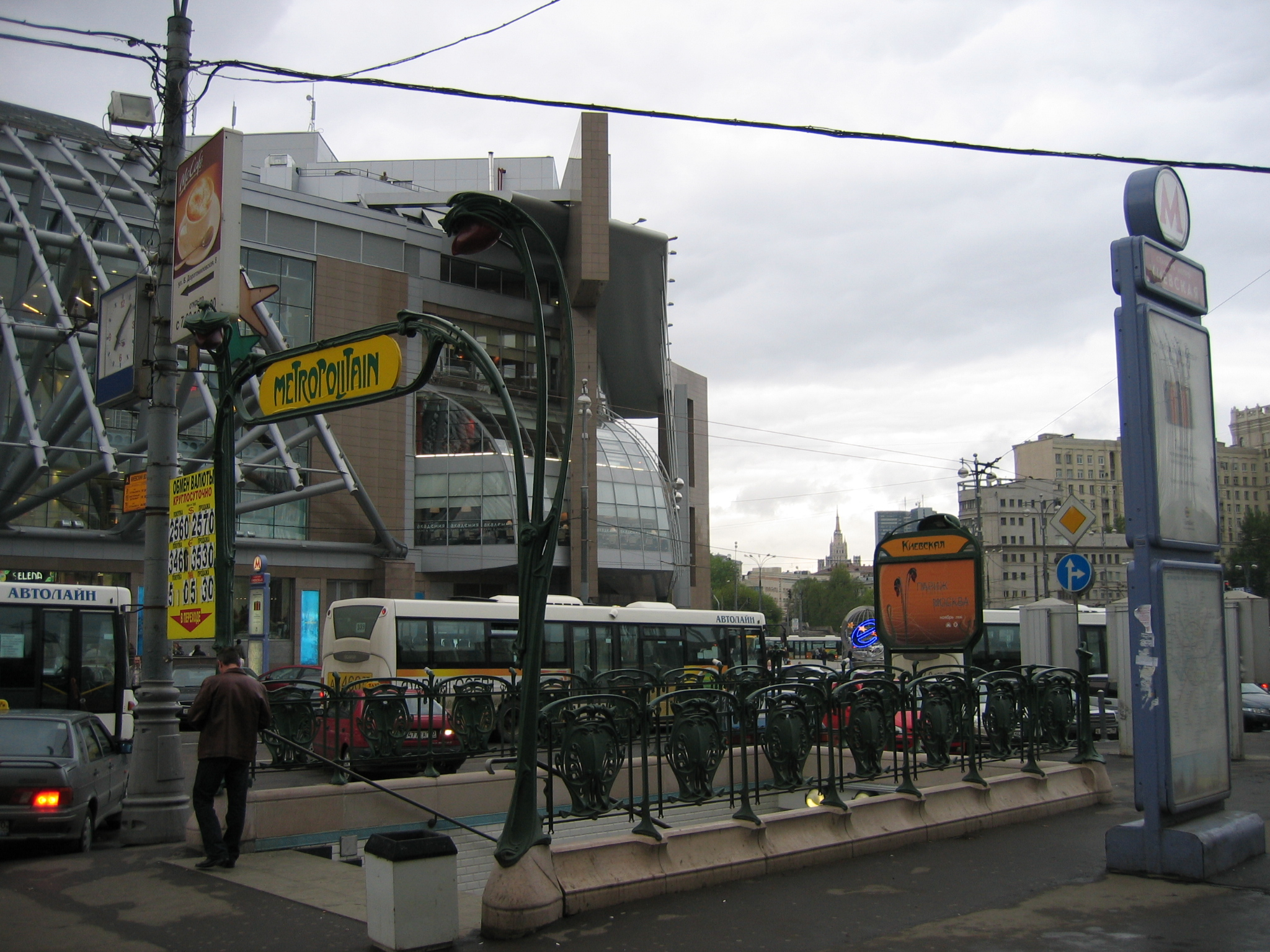
Estación de metro Park-Kultury - Salida de la estación a la calle imitando las salidas del metro de Paris. Construida en 2006.
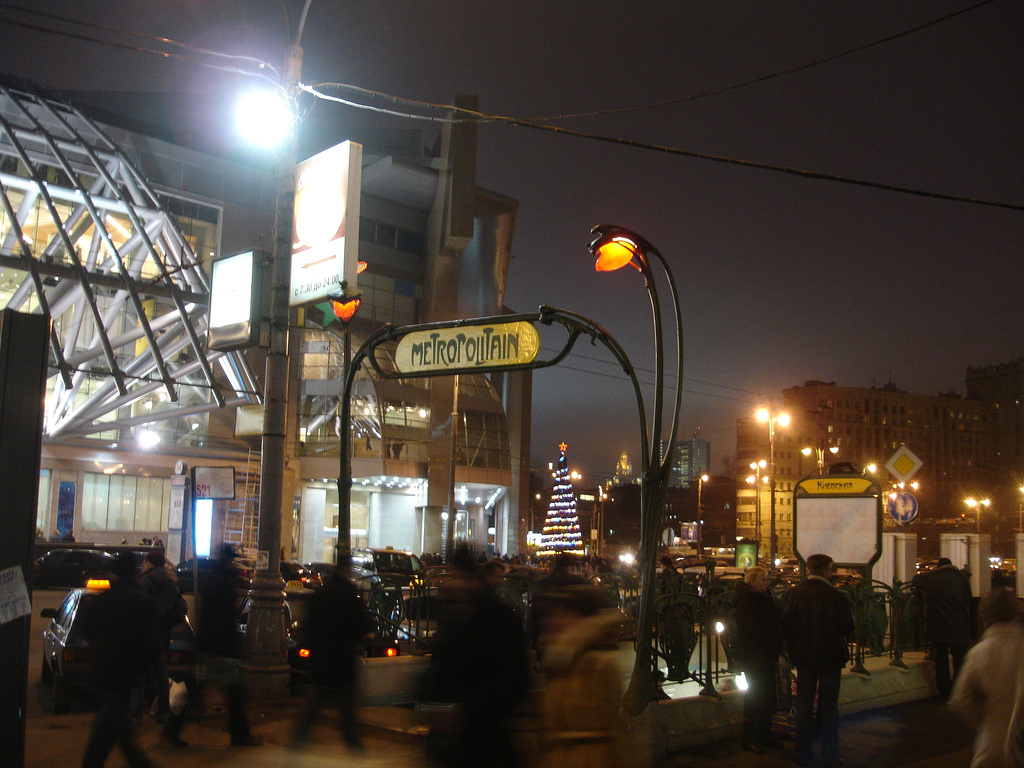
Estación de metro Park-Kultury - La anterior salida vista en la noche.